# Округ Елсворт (Канзас)
Округ Елсворт (енгл. Ellsworth County) је округ у америчкој савезној држави Канзас. По попису из 2010. године број становника је 6.497. Седиште округа је град Елсворт.

## Демографија
Према попису становништва из 2010. у округу је живело 6.497 становника, што је 28 (0,4%) становника мање него 2000. године.
| Група             | 2000.         | 2010.         |
| Белци             | 5.954 (91,2%) | 5.733 (88,2%) |
| Афроамериканци    | 232 (3,6%)    | 299 (4,6%)    |
| Азијати           | 16 (0,2%)     | 24 (0,4%)     |
| Хиспаноамериканци | 234 (3,6%)    | 322 (5,0%)    |
| Укупно            | 6.525         | 6.497         |